# Душан Вукајловић
Душан Вукајловић (20. јануар 1948 — 9. децембар 1994) је био српски песник, писац и дугогодишњи секретар Удружења књижевника Србије.
Био је један од тринаест чланова оснивача Демократске странке у децембру 1989. године, прве некомунистичке опозиционе странке у Србији од 1945.